# Sebastián Toro
Sebastián Patricio Toro Hormazábal (Santiago, 2 de fevereiro de 1990), mais conhecido como Sebastián Toro, é um futebolista chileno que atua como zagueiro. Atualmente, atua pelo Santiago City FC.

## Estatísticas
| Clube             | Temporada        | Liga  | Liga | Copa Local | Copa Local | Copa Int. | Copa Int. | Total | Total |
| Clube             | Temporada        | Part. | Gols | Part.      | Gols       | Part.     | Gols      | Part. | Gols  |
| ----------------- | ---------------- | ----- | ---- | ---------- | ---------- | --------- | --------- | ----- | ----- |
| Colo-Colo · Chile | Clausura 2009    | 14    | 0    | -          | -          | -         | -         | 14    | 0     |
| Colo-Colo · Chile | Torneo 2010      | 26    | 1    | -          | -          | 8         | 0         | 34    | 1     |
| Colo-Colo · Chile | Apertura 2011    | 4     | 0    | -          | -          | 2         | 0         | 6     | 0     |
| Colo-Colo · Chile | Clausura 2011    | 6     | 0    | 6          | 0          | -         | -         | 12    | 0     |
| Colo-Colo · Chile | Total            | 50    | 1    | 6          | 0          | 10        | 0         | 66    | 1     |
|                   | Total na carrera | 50    | 1    | 6          | 0          | 10        | 0         | 66    | 1     |

## Títulos
Colo-Colo
- Campeonato Chileno (Clausura): 2008, 2009